# Pierre de Coubertin

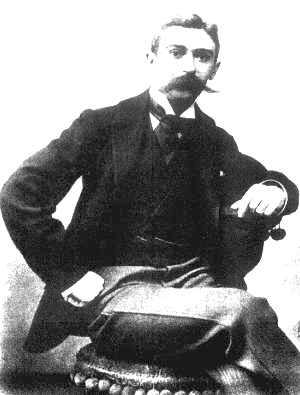
Foto de Pierre de Coubertin feita, aproximadamente, em 1900

Charles Pierre Fredy de Coubertin (Paris, 1 de janeiro de 1863 — Genebra, 2 de setembro de 1937), mais conhecido pelo seu título nobiliárquico de Barão de Coubertin, foi um pedagogo e historiador francês, que ficou para a história como o fundador dos Jogos Olímpicos da era moderna.

## Biografia
Nascido em Paris, a capital francesa, em uma família aristocrática, descendente de Fernando III de Castela, Pierre de Frédy foi inspirado pelas suas visitas a colégios ingleses e americanos, e propôs-se a melhorar os sistemas de educação. Acredita-se que foi ele quem teve a ideia de reiniciar com os Jogos Olímpicos.
A certo ponto, após ter idealizado uma competição internacional para promover o atletismo, e tirando partido de um crescente interesse internacional nos Jogos Olímpicos da Antiguidade, alimentado por descobertas arqueológicas nas ruínas de Olímpia, o barão de Coubertin concebeu um plano para fazer reviver os Jogos Olímpicos.

## Jogos Olímpicos
Para publicar os seus planos, organizou um congresso internacional em 23 de Junho de 1894 na Sorbonne em Paris. Então, propôs que fosse reinstituída a tradição de realizar um evento desportivo internacional periódico, inspirado no que se fazia na Grécia antiga. Este congresso levou à constituição do Comitê Olímpico Internacional (COI), do qual o barão de Coubertin seria secretário-geral entre (1896-1925). Foi também decidido que os primeiros Jogos Olímpicos da era moderna teriam lugar em Atenas, na Grécia e que a partir daí, tal como na antiguidade, seriam realizados a cada quatro anos uma Olimpíada. Dois anos depois realizaram-se os Jogos Olímpicos de Verão de 1896, que foram um sucesso.
Após os Jogos de 1896, Demetrius Vikelas abandonou o posto de presidente do COI e Pierre de Coubertin tomou o seu lugar na frente da organização. Apesar do sucesso dos primeiros jogos, o Movimento Olímpico enfrentaria tempos difíceis, com os Jogos Olímpicos de 1900 e de 1904 a serem completamente obscurecidos pelas exposições mundiais em que foram integrados, e passando completamente despercebidos.
A situação melhorou com a realização dos Jogos Olímpicos de Verão de 1906 que, utilizando o pretexto de comemorar os 10 anos da primeira edição, serviram para limpar a imagem e promover os Jogos como um evento internacional por excelência. A partir de então os Jogos Olímpicos continuariam a ganhar audiência, tornando-se o mais importante evento desportivo mundial. Pierre de Coubertin abandonou a presidência do COI após os Jogos Olímpicos de Verão de 1924, realizados em Paris, a sua cidade natal, e com um sucesso muito maior que a anterior edição de 1900. Foi sucedido no cargo por Henri de Baillet-Latour.

## Morte
Coubertin morreu em 2 de setembro de 1937, em Genebra. Foi enterrado em Lausanne (local da sede do COI), mas o seu coração foi sepultado separadamente, num monumento perto das ruínas da antiga Olímpia.

## Filosofia educacional
O assunto pelo qual ele parece ter se interessado mais profundamente foi a educação, e seu estudo se concentrou em particular na educação física e no papel do esporte na escolarização. Em 1883, aos vinte anos, visitou a Inglaterra pela primeira vez e estudou o programa de educação física instituído por Thomas Arnold na Rugby School. Coubertin creditou a esses métodos a expansão do poder britânico durante o século XIX e defendeu seu uso em instituições francesas. A inclusão da educação física no currículo das escolas francesas se tornaria uma constante busca e paixão de Coubertin.
Coubertin é pensado para ter exagerado a importância do esporte para Thomas Arnold, a quem ele via como "um dos fundadores da cavalaria atlética". A influência do esporte na reforma do caráter com a qual Coubertin ficou tão impressionado é mais provável que tenha se originado no romance Tom Brown's School Days (publicado em 1857) e não exclusivamente nas ideias do próprio Arnold. No entanto, Coubertin era um entusiasta que precisava de uma causa e a encontrou na Inglaterra e em Thomas Arnold. "Thomas Arnold, o líder e modelo clássico de educadores ingleses", escreveu Coubertin, "deu a fórmula precisa para o papel do atletismo na educação. A causa foi rapidamente vencida. Campos de jogos surgiram por toda a Inglaterra". Ele visitou outras escolas de inglês para ver por si mesmo. Ele descreveu os resultados em um livro, L'Education en Angleterre, que foi publicado em Paris em 1888. O herói de seu livro é Thomas Arnold, e em sua segunda visita em 1886, Coubertin refletiu sobre a influência de Arnold na capela da Rugby School.
O que Coubertin viu nos campos de jogos das escolas inglesas que visitou foi como "o esporte organizado pode criar força moral e social". Os jogos organizados não só ajudaram a equilibrar a mente e o corpo, como também evitaram que o tempo fosse desperdiçado de outras maneiras. Desenvolvida pela primeira vez pelos gregos antigos, era uma abordagem à educação que ele achava que o resto do mundo havia esquecido e a cujo renascimento ele deveria dedicar o resto de sua vida.
Como historiador e pensador da educação, Coubertin romantizou a Grécia antiga. Assim, quando começou a desenvolver sua teoria da educação física, naturalmente se voltou para o exemplo dado pela ideia ateniense do ginásio, um centro de treinamento que estimulava simultaneamente o desenvolvimento físico e intelectual. Ele viu nesses ginásios o que chamou de uma tríplice unidade entre velhos e jovens, entre disciplinas e entre diferentes tipos de pessoas, ou seja, entre aqueles cujo trabalho era teórico e aqueles cujo trabalho era prático. Coubertin defendia que esses conceitos, essa tríplice unidade, fossem incorporados às escolas.
Embora Coubertin fosse certamente um romântico, e embora sua visão idealizada da Grécia antiga o levasse mais tarde à ideia de reviver os Jogos Olímpicos, sua defesa da educação física também se baseava em preocupações práticas. Ele acreditava que os homens que recebiam educação física estariam mais bem preparados para lutar em guerras e mais capazes de vencer conflitos como a Guerra Franco-Prussiana, na qual a França havia sido humilhada. Ele também via o esporte como democrático, em que a competição esportiva cruzava as linhas de classe, embora o fizesse sem causar uma mistura de classes, que ele não apoiava.
Infelizmente para Coubertin, seus esforços para incorporar mais educação física nas escolas francesas falharam. O fracasso dessa empreitada, no entanto, foi seguido de perto pelo desenvolvimento de uma nova ideia, o renascimento dos antigos Jogos Olímpicos, a criação de um festival de atletismo internacional.
Ele foi o árbitro da primeira final do campeonato francês de rugby em 20 de março de 1892, entre o Racing Club de France e o Stade Français.

## Lista de obras
Esta é uma lista dos livros de Pierre de Coubertin. Além destes, ele escreveu vários artigos para jornais e revistas:
- Une Campagne de 21 ans. Paris: Librairie de l'Éducation Physique. 1908
- Coubertin, Pierre de (1900–1906). La Chronique de France (7 vols.). Auxerre and Paris: Lanier. pp. 7 v
- L'Éducation anglaise en France. Paris: Hachette. 1889
- L'Éducation en Angleterre. Paris: Hachette. 1888
- Essais de psychologie sportive. Lausanne: Payot. 1913
- L'Évolution française sous la Troisième République. Col: Études d'histoire contemporaine. Paris: Hachette. 1896
- 1814. New York: Macmillan. 1900. Consultado em 27 de fevereiro de 2018 – via Internet Archive
- La Gymnastique utilitaire. Paris: Alcan. 1905
- Histoire universelle (4 vols.). Aix-en-Provence: Société de l'histoire universelle. 1919
- Mémoires olympiques. Lausanne: Bureau international de pédagogie sportive. 1931
- Notes sur l'éducation publique. Paris: Hachette. 1901
- Pages d'histoire contemporaine. Paris: Plon. 1908
- Pédagogie sportive. Paris: Crés. 1922
- Le Respect Mutuel. Paris: Alean. 1915
- Souvenirs d'Amérique et de Grèce. Paris: Hachette. 1897
- Universités transatlantiques. Paris: Hachette. 1890